# Адірі
Адірі (араб. ادري) — адміністративний центр муніципалітету Ваді-еш-Шаті, Лівія. Населення — 4611 чол. (на 2010 рік).
Місто розташоване на автодорозі, яка з'єднує міста Брак і Бір-Алладж.
У Адірі знаходяться стародавні руїни.

## Виноски
1. ↑  Adiri World Gazetteer. Архів оригіналу за 15 липня 2012. Процитовано 15 липня 2012. [Архівовано 2011-07-18 у Wayback Machine.]
2. ↑  old Adiri. Архів оригіналу за 13 жовтня 2016. Процитовано 13 березня 2011.